# Бичак (блюдо)
Бича́к (тадж. Бичак) — традиционное блюдо таджикской кухни. Приставка «бичак» применима ко многим чебурекам с различной начинкой. Например, «каду-бичак» (каду — тыква)— чебурек с начинкой из тыквы.
Блюдо представляет собой пирожок (бездрожевое тесто) с различными видами начинок (мясо, тыква, зелень), с приправами (иногда острыми) жаренный на растительном масле или выпеченный (в тандыре, духовке). В качестве мяса может использоваться говядина или баранина. Бичак чаще всего готовится в большом количестве.